# Análisis y diseño orientado a objetos

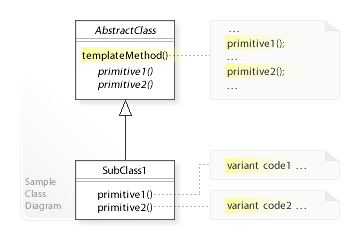
Diagrama de clase y su subclase

El análisis y diseño orientado a objetos (ADOO) es un enfoque de análisis en ingeniería de software que modela un sistema como un grupo de objetos que interactúan entre sí. Este enfoque representa un dominio absoluto en términos de conceptos compuestos por verbos y sustantivos, clasificados de acuerdo a su dependencia funcional. Todo sistema de información requiere de artefactos o componentes (clases) para llevar a cabo tareas, es de gran importancia dentro de la ingeniería de software tener un buen "análisis y diseño" para un mejor desarrollo, que conlleva a qué tan "escalable" sea un sistema de información.

## Notación
En este método de análisis y diseño se crea un conjunto de modelos utilizando una notación acordada como, por ejemplo, el lenguaje unificado de modelado (UML).
ADOO aplica técnicas de modelado de objetos para analizar los requerimientos para un contexto (por ejemplo, un sistema de negocio, un conjunto de módulos de software) y para diseñar una solución para mejorar los procesos .
No está restringido al diseño de programas de computadora, sino que cubre sistemas enteros de distinto tipo. Las metodologías de análisis y diseño más modernas son "casos de uso" guiados a través de requerimientos, diseño, implementación, pruebas, y despliegue.
El lenguaje unificado de modelado se ha vuelto el lenguaje de modelado estándar usado en análisis y diseño orientado a objetos.